# Ilmari Krohn

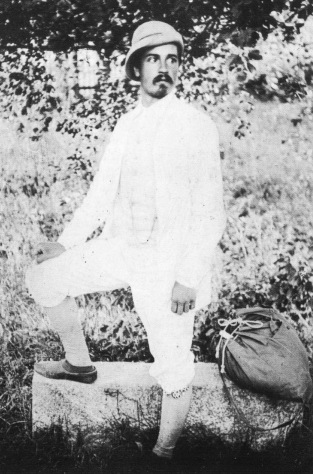
Ilmari Krohn als ein junger Mann (Photographie aus den 1880er Jahren)

Ilmari Henrik Reinhold Krohn (* 8. November 1867 in Helsinki; † 25. April 1960 ebenda) war ein finnischer Musikwissenschaftler und Komponist.

## Werdegang
Krohn studierte Musik in Helsinki bei Richard Faltin und von 1886 bis 1890 am Leipziger Konservatorium bei Gustav Schreck. Er wirkte von 1894 bis 1905 in Tampere und von 1911 bis 1944 in Helsinki als Organist. Daneben unterrichtete er von 1918 bis 1935 Musikwissenschaft als außerordentlicher Professor an der Universität von Helsinki.
Krohn veröffentlichte zahlreiche musikwissenschaftliche Publikationen z. B. über Anton Bruckners und Jean Sibelius’ Symphonien (teilweise auf Deutsch) und war Mitglied der Choral- und der Gesangbuchkommission von Finnland. Er komponierte eine Johannes-Passion, zwei Oratorien, eine Oper und mehrere Liederzyklen.

## Schriften
- Über die Art und Entstehung der geistlichen Volksmelodien in Finland. Akademische Abhandlung. Helsingfors. 1899.
- Der Formenbau in den Symphonien von Jean Sibelius. Suomalainen tiedeakatemia, Helsinki. 1942. ISSN 0066-2011
- Der Stimmungsgehalt der Symphonien von Jean Sibelius 1–2. Suomalainen tiedeakatemia, Helsinki. 1945–1946. ISSN 0066-2011
- Sävelmuistoja elämäni varrelta. [Musikalische Denkwürdigkeiten.] WSOY, Helsinki. 1951.
- Anton Bruckners Symphonien: Untersuchung über Formenbau und Stimmungsgehalt 1–3. Suomalainen tiedeakatemia, Helsinki. 1955–1959. ISSN 0066-2011

## Verwandtschaftsverhältnisse
Ilmari Krohn war der Sohn des Dichters, Literaturwissenschaftlers und Folkloristen Julius Krohn und damit Bruder des Folkloristen Kaarle Krohn. Die Schriftstellerin Aino Kallas ging aus der zweiten Ehe seines Vaters hervor und war damit seine Halbschwester.